# Erechtia poecila
Erechtia poecila är en insektsart som beskrevs av Ernst Friedrich Germar. Erechtia poecila ingår i släktet Erechtia och familjen hornstritar. Inga underarter finns listade i Catalogue of Life.